# Ivar Hessius
John Ivar Fredrik Hessius, född 11 december 1893 i Göteborgs domkyrkoförsamling i Göteborgs och Bohus län, död 13 mars 1965 i Högalids församling i Stockholm, var en svensk jurist.

## Biografi
Efter studentexamen 1912 i Göteborg studerade han i Uppsala där han blev juris kandidat 1917. Han blev extra ordinarie hovrättsnotarie i Göteborg 1919, därefter notarie vid Stockholms rådhusrätt, tillförordnad borgmästare i Öregrund-Östhammar, assessor i Svea hovrätt 1926, fiskal där 1929 och hovrättsråd 1933. Han tjänstgjorde som revisionssekreterare 1929–1935 och var häradshövding i Östersysslets domsaga, Kristinehamn, från 1938 till pensioneringen. Han var också krigsdomare vid Bergslagens artilleriregemente från 1944.
Han var ordförande i Tjänstemannasällskapet i Kristinehamns Befälsutbildningsförening, vice ordförande i Värmlands Befälsutbildningsförbunds arbetsutskott och i konserthusförening. Vidare var han ordförande i Värmlands juristförening, Kristinehamns tjänstemannasällskap och chef för Kristinehamns hemvärnsområde. Han var riddare av Nordstjärneorden (RNO) och kommendör av Finlands Vita Ros' orden (KFinlVRO).
Ivar Hessius gifte sig första gången 1924 med Brita von Oelreich (1900–1942) och fick tre barn: journalisten Gunvor Wersäll (1925–1986), advokaten Christer Hessius (1928–1966; gift med Birgitta Alexanderson) och journalisten Birgitta Hessius (1933–1977). Andra gången var han gift 1944–1948 med konstnären Birgit Åkerlund (1915–2008) och tredje gången från 1954 med Bertha Mellgren (1902–1988).
Efter pensioneringen flyttade han från Kristinehamn till Stockholm. Han är begraven med sin första hustru i von Oelreichs familjegrav på Norra begravningsplatsen i Stockholm.